# Marktplatz 11 (Breuberg)

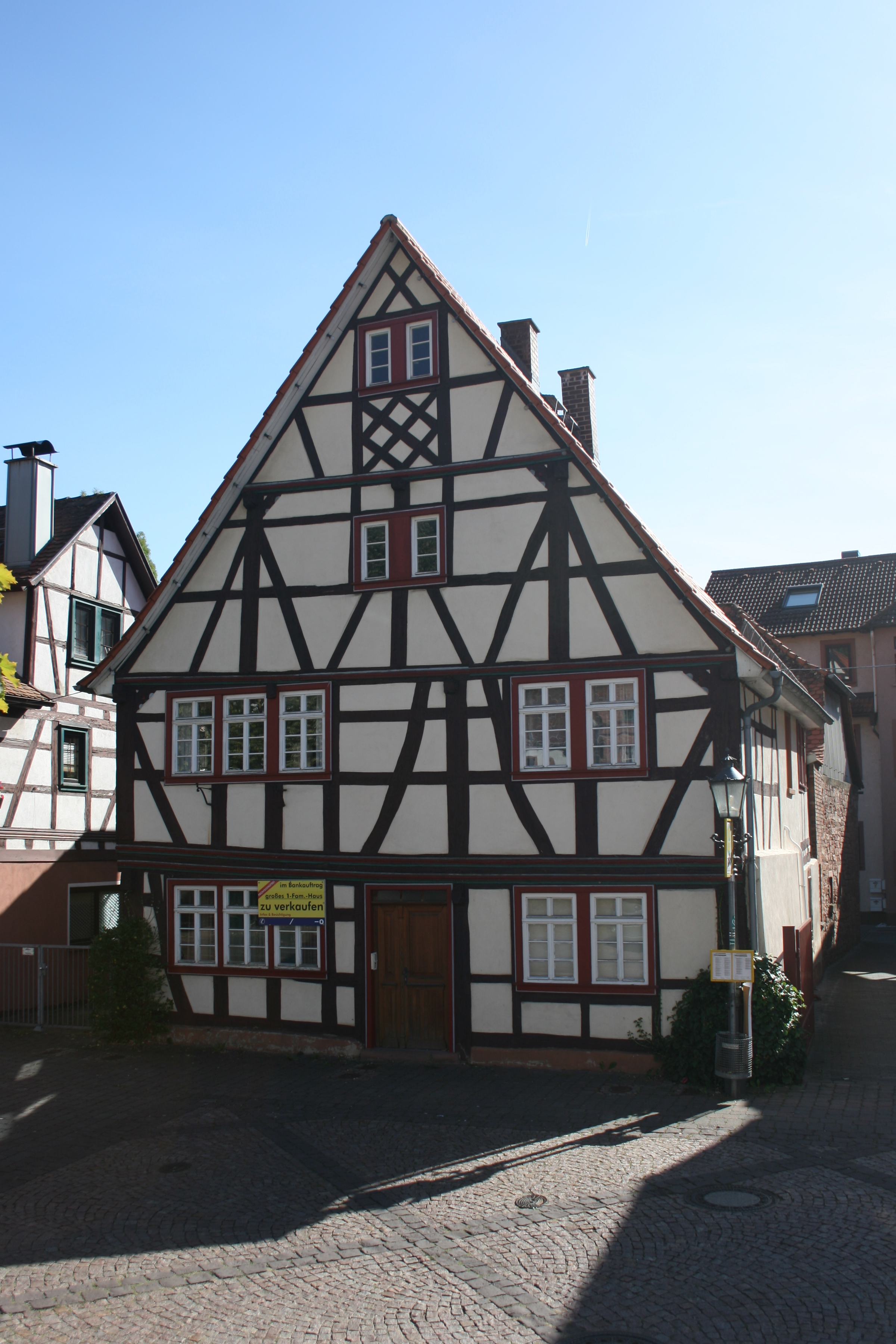
Ansicht der Straßenseite (2012)

Das Gebäude Marktplatz 11 ist ein denkmalgeschütztes Fachwerkhaus in Breuberg-Neustadt.

## Beschreibung
Es handelt sich um ein giebelständiges zweistöckiges Fachwerkgebäude, ursprünglich Teil eines Hakenhofs aus dem frühen 17. Jahrhundert. Das Fachwerk weist starke Profile sowie Figurenschmuck und ein Türkenkreuz auf. Die Fenster sind in Zweier- und Dreiergruppen formiert. Zwei der Fenster besitzen noch historische sechseckige Bleiverglasung. Das Gebäude befindet sich in wichtiger städtebaulicher Position am Marktplatz der Breuberger Neustadt.